# Amt Schlüsselburg
Das Amt Schlüsselburg war ursprünglich eines der fünf Ämter des bis 1807 bestehenden  Fürstentums Minden. Ein weiteres Amt Schlüsselburg bestand von 1843 bis 1934 im damaligen Kreis Minden. Das Gebiet beider Ämter, die unterschiedlich abgegrenzt waren, gehört heute zur Stadt Petershagen im Kreis Minden-Lübbecke in Nordrhein-Westfalen.

## Das Amt Schlüsselburg im Fürstentum Minden

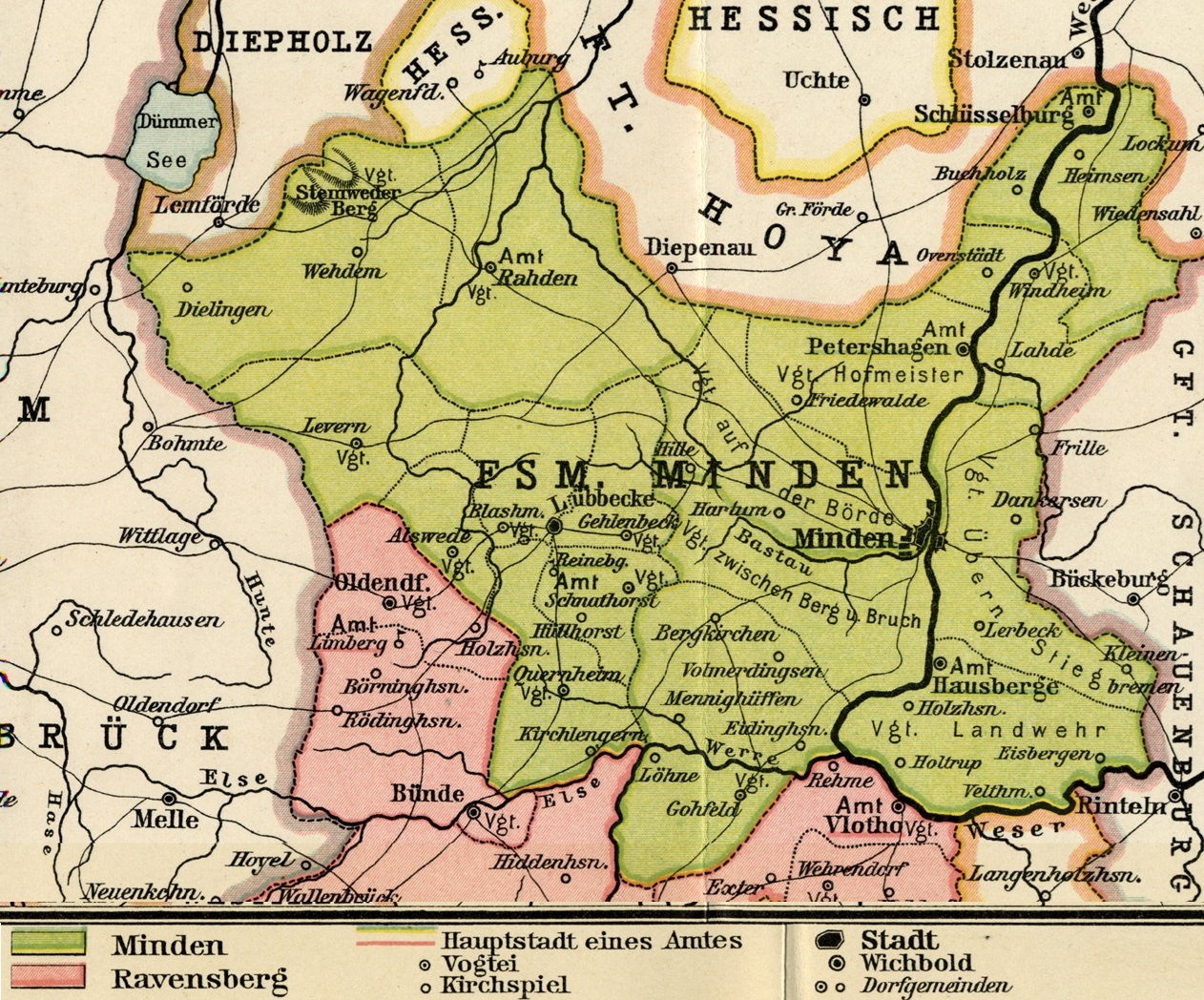
Das Fürstentum Minden mit seinen Ämtern und Vogteien

Das Amt lag im äußersten Nordosten des Fürstentums Minden beiderseits der Weser. Im 18. Jahrhundert grenzte das Amt im Westen an die Grafschaft Hoya, im Norden und Osten an das Amt Stolzenau und im Süden an das mindischen Amt Petershagen. Seine Fläche betrug ca. 69 km². Zum Amt gehörten der Flecken Schlüsselburg, die Bauerschaften Buchholz, Döhren, Großenheerse, Heimsen, Ilserheide, Ilvese, Neuenknick, Röhden und Seelenfeld sowie das adlige Gut Neuhof.

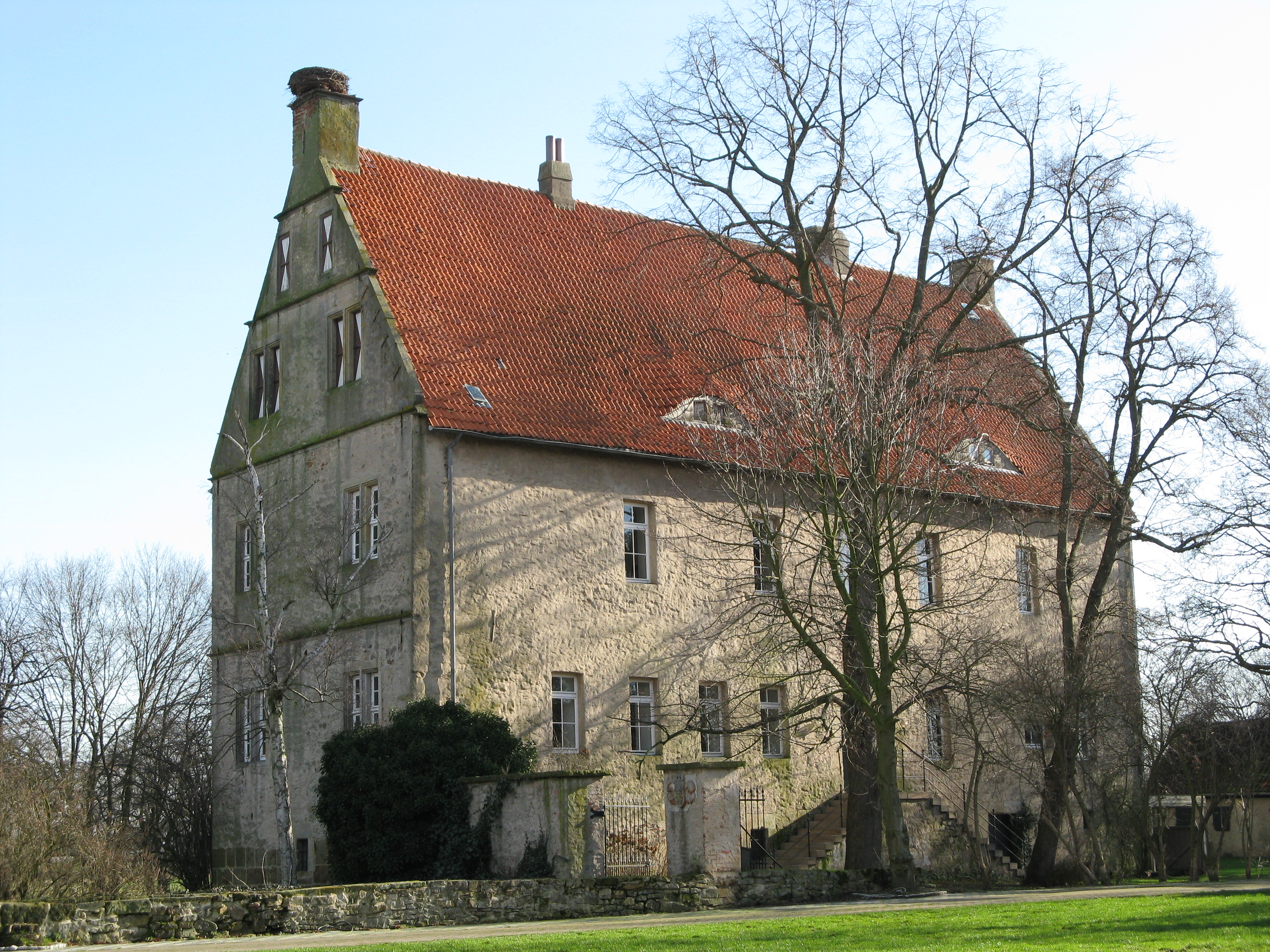
Burg Schlüsselburg

Das Amt Schlüsselburg hatte seinen Namen von der 1335 von Bischof Ludwig errichteten Schlüsselburg. Im Gegensatz zu den anderen mindischen Ämtern war es nicht in Vogteibezirke eingeteilt.  Nach dem Ende des Dreißigjährigen Krieges wurde die Burg Amtshaus des Amtes. Im Jahre 1788 hatte das Amt 3186 Einwohner.
Als Vertreter des jeweiligen Landesherren des Hochstifts bzw. des Fürstentums Minden stand dem Amt Schlüsselburg ein Drost vor. Überliefert sind
- aus dem 15. Jahrhundert Wilken von Klenke
- aus dem 16. Jahrhundert Johann von Klenke und Ludolf von Klenke
- aus dem 17. Jahrhundert Heinrich von Münch-Benkhausen und Clamor von der Bussche sowie
- aus dem 18. Jahrhundert Johann Philipp von der Bussche und Johann Clamor August von der Bussche.[3]

In der Franzosenzeit wurde das Fürstentum Minden 1807 von Napoleon I. dem Königreich Westphalen zugeschlagen. Dadurch erlosch das Amt. Sein Gebiet fiel an die nach französischem Muster eingerichteten Kantone Petershagen und Windheim im Distrikt Minden des Königreichs.

## Das Amt Schlüsselburg im Kreis Minden
Das Gebiet des ehemaligen Fürstentums Minden wurde 1811 von Frankreich annektiert und dem Departement der Oberen Ems zugeschlagen. Die Verwaltungseinteilung wurde dabei erneut reformiert. Die seit 1807 bestehenden Kantone wurden nun in Mairien (Bürgermeistereien) untergliedert. Dabei entstanden die beiden Mairien Schlüsselburg und Buchholz. Zur Mairie Schlüsselburg gehörte auch die Bauerschaft Röhden und zur Mairie Buchholz gehörte auch Großenheerse.
Nach den Befreiungskriegen gelangte das Gebiet wieder unter preußische Verwaltung. Im 1816 gegründeten Kreis Minden wurden die beiden Mairien zu einem Verwaltungsbezirk zusammengefasst. 1832 hatte der Verwaltungsbezirk, der manchmal auch als Bürgermeisterei bezeichnet wurde, 1352 Einwohner. Davon lebten 953 in der Stadt Schlüsselburg, 67 in der Bauerschaft Röhden, 205 in Buchholz und 127 in Großenheerse. Zum damaligen Zeitpunkt gehörte Wasserstraße noch zur Stadt Schlüsselburg.
Aus dem Verwaltungsbezirk Schlüsselburg wurde 1843 durch die neue Landgemeindeordnung für die Provinz Westfalen das Amt Schlüsselburg. Es bestand aus der Stadt Schlüsselburg, zu der nun auch Röhden gehörte, sowie den beiden Gemeinden Buchholz und Großenheerse. 1934 wurde das Amt aufgelöst, wobei Schlüsselburg zum Amt Windheim und Buchholz sowie Großenheerse zum Amt Petershagen kamen. Wie schon im alten Amt Schlüsselburg war die Burg Schlüsselburg der Verwaltungssitz des Amtes.
Das Amt hatte die folgende Einwohnerentwicklung:
| Jahr | Einwohner | Quelle |
| 1832 | 1352      | [ 11 ] |
| 1843 | 1656      | [ 12 ] |
| 1871 | 1573      | [ 13 ] |
| 1895 | 1579      | [ 14 ] |
| 1910 | 1486      | [ 15 ] |
| 1933 | 1582      | [ 16 ] |